# Андреевка (Андреевское сельское поселение, Мордовия)
Андреевка — деревня в Темниковском районе Республики Мордовия Российской Федерации. Административный центр Андреевского сельского поселения.
Население 654 чел. (2010 год), в основном русские.

## География
Деревня расположена на реке Мокше, в 12 км от районного центра и 81 км от железнодорожной станции Торбеево.

## История
Деревня основана в 1-й половине XIX века для проживания рабочих Кондровской бумажной фабрики (позднее фабрика «Красная Роза»). Название-антропоним: населённый пункт принадлежал Андрею Приклонскому.
В «Списке населённых мест Тамбовской губернии» (1866 г.) Андреевка — деревня владельческая из 6 дворов Темниковского уезда.
По сельскохозяйственному налоговому учёту 1930 г., в Андреевке было 128 хозяйств (665 чел.)

## Население
| 2002 | 2010 |
| ---- | ---- |
| 758  | ↘654 |

## Описание
В современной инфраструктуре деревни — Основная школа (ООШ), дом культуры, детский сад, библиотека, отделение связи, два магазина, участковая больница, аптека, швейный цех ООО "МОРДОВИЯ ПРОМ".
Установлен памятник воинам, погибшим в годы Великой Отечественной войны.